# 植木町駅
植木町駅（うえきまちえき）は、かつて熊本県鹿本郡植木町（現・熊本市北区）長浦にあった山鹿温泉鉄道の駅（廃駅）である。

## 歴史
- 1917年（大正7年）12月22日：鹿本鉄道（後の山鹿温泉鉄道）の肥後長浦駅として開業（長浦駅とする文献もある[1]）。
- 1949年（昭和24年）7月30日：肥後長浦駅から植木町駅に改称。
  - 1937年（昭和12年）に改称を届け出るも、門司鉄道管理局から省線（鹿児島本線）植木駅と紛らわしいと指摘され、一度改称を取り下げている[1]。
- 1957年（昭和32年）7月26日：植木 - 当駅間の築堤の崩壊により植木駅との接続が遮断される（結局この区間は廃止されるまで復旧しなかった）。
- 1965年（昭和40年）2月4日：全線廃止に伴い廃止。

## 駅構造
2面2線のホームを有する地上駅。植木駅側には貨物側線を有していた。線内の交換駅のひとつで、駅舎を有していた。

## 駅周辺
- 熊本県道330号熊本山鹿自転車道線（鉄道廃線転用道路）
- 国道208号
- 国道3号（舞尾(もうの)交差点）

## 現在
- 2000年（平成12年）頃までは民家に転用された駅舎が残っていたが取り壊され宅地になった。
- 線路跡は自転車道に転用された。

## 隣の駅
山鹿温泉鉄道
山鹿温泉鉄道線
植木駅 - 植木町駅 - 一ツ木駅